# マイケル・ブルーメンソール
ワーナー・マイケル・ブルーメンソール（英語: Werner Michael Blumenthal、ヴェルナー・ミヒャエル・ブルーメンタール、1926年1月3日 - ）は、アメリカ合衆国の政治家。1977年1月から1979年8月までアメリカ合衆国財務長官を務めた。初代ユニシス会長兼CEOであった。

## 経歴
1926年1月3日にドイツ国のベルリンに誕生する。1939年9月の第二次世界大戦勃発直前にナチスのユダヤ人狩りから逃れるために両親と共にドイツを離れる。ソビエト連邦を経由して中国の上海共同租界の日本租界無国籍難民限定地区に渡り、1947年にアメリカに移民。サンフランシスコのカレッジを経由して、1951年にカリフォルニア大学バークレー校を卒業し国際経済学で学士号(B.S. in international economics)を取得。1952年、米国市民権取得。1953年に、プリンストン大学公共政策大学院より、経済学修士号ならびに公共政策修士号(M.A. in economics and M.P.A)を取得。1956年には、プリンストン大学から経済学博士( Ph.D. in economics)を授与される。
1961年から1963年まで国務副次官補（経済担当）を務め、関税一括引き下げ交渉（通称：ケネディラウンド）では、アメリカ代表としてタフな交渉ぶりを発揮し、各国を悩ませた。1963年から1967年まで大使級通商交渉大統領特別副代表などの公職と、民間部門で相互に働いた。
1977年1月23日にジミー・カーター政権で財務長官に就任し、1979年8月4日まで同職にあった。
財務長官を退いたあと、1980年から米国大手コンピュータメーカー、バローズ社の取締役会の副会長、会長を歴任。1986年にCEOに就任し、"UNIVAC"のブランドで知られたコンピュータ企業スペリー社の買収を推進した。両者の合併後に、存続会社の社名をユニシス(Unisys)に変更して、ユニシスのCEOに就任した。

## 現在
現在はベルリン・ユダヤ博物館館長として、バーバラ夫人と息子のマイケルと共にベルリンとニュージャージー州プリンストンの両方で暮らしている。